# Johann Konrad Feuerlein

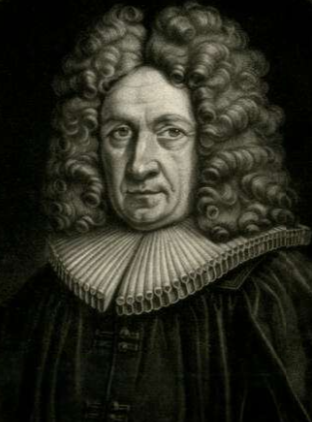
Johann Konrad Feuerlein, 1706

Johann Konrad Feuerlein (auch Johann Conrad; * 5. Januar 1656 in Eschenau (heute Ortsteil von Eckental, Landkreis Erlangen-Höchstadt); † 3. März 1718 in Nördlingen) war ein deutscher lutherischer Theologe.
Johann Konrad Feuerlein entstammte dem alten fränkischen Bürgergeschlecht Feuerlein und wuchs ab 1661 in Nürnberg auf, wo sein Vater Konrad Feuerlein als Pfarrer tätig war. Nach dem Schulabschluss am Nürnberger Gymnasium studierte er ab 1674 an der Universität Altdorf, wo er 1678 den Magistergrad erwarb. Von 1678 bis 1680 studierte er an der Universität Jena, unter anderem bei Johann Wilhelm Baier, Friedemann Bechmann und Johannes Musaeus. Anschließend unternahm er eine mehrjährige Studienreise durch Deutschland, Holland und England, wo er die Universität Oxford besuchte und auch als Organist wirkte. 1683 kehrte Feuerlein in seine Heimatstadt zurück und erhielt eine Stelle als Mittagsprediger an der Dominikanerkirche. Im folgenden Jahr wurde er Diakon an der Egidienkirche, 1688 an der Hauptkirche St. Sebald. 1697 übernahm er das Pfarramt an der Egidienkirche, verbunden mit dem Titel eines Antistes. Zusätzlich war er Inspektor des städtischen Gymnasiums Aegidianum, dessen Wiederaufbau nach dem Brand von 1696 er verantwortete. Bei seiner Rede zur Wiedereröffnung 1699 legte er ein Programm der Schulreform im Sinne seines Lehrers Erhard Weigel vor.
1709 übernahm Feuerlein das Pfarramt an der St.-Georg-Kirche in der Reichsstadt Nördlingen, verbunden mit dem Amt des Superintendenten und Schulinspektors. Er starb an einem Schlaganfall. Seiner Leichenpredigt ist ein selbst verfasster Lebenslauf angehängt.
Feuerlein war seit 1684 mit Ursula Barbara Roggenbach verheiratet. Er hatte zwei Söhne, den Theologen Jakob Wilhelm Feuerlein und den Mediziner Georg Christoph Feuerlein (1694–1756), und eine Tochter.
Feuerlein war ein Anhänger des Pietismus. Inspiriert durch Philipp Jakob Spener und August Hermann Francke, mit denen er korrespondierte, gründete er 1699 in Nürnberg eine Armenschule und 1715 in Nördlingen ein Waisenhaus. Neben zahlreichen Predigtbänden veröffentlichte er auch eine Geschichte des Nürnberger Gymnasiums, Erbauungsschriften, katechetische Werke und theologische Abhandlungen. Er übersetzte auch englische Titel ins Deutsche.
Im zu Ehren gibt es eine Feuerleinstraße in Nürnberg.